# Dick Capp
Richard Francis Capp (Portland, 9 de abril de 1942) es un exjugador de fútbol americano profesional estadounidense que fue linebacker y tight end. Originario de Portland (Maine), jugó fútbol americano universitario para los Boston College Eagles y fue seleccionado por los Boston Patriots en la 17.ª ronda del draft de la American Football League de 1966. Después de una temporada con el equipo de taxis (equipo de prueba) de los Patriots y de jugar con los Lowell Giants de ligas menores, fue contratado por los Green Bay Packers en 1967. Apareció en dos juegos de temporada regular para los Packers y luego fue activado para el Super Bowl II, donde recuperó un fumble en la victoria de los Packers. Posteriormente fue miembro de los St. Louis Cardinals y concluyó su carrera con los Pittsburgh Steelers.

## Primeros años de vida
Capp nació el 9 de abril de 1942 en Portland (Maine). Asistió a la escuela secundaria Deering en Portland, donde compitió en fútbol americano, béisbol, baloncesto y atletismo. Fue seleccionado para el equipo All-Maine como ala defensiva en fútbol y ayudó a Deering a ganar el campeonato estatal de 1959, su primero. En la escuela secundaria, Capp era «alto y delgado», con una altura de 6 pies 3 pulgadas (1,9 m) mientras pesaba 170 libras (77,1 kg). Después de asistir a Deering, Capp pasó un año de posgrado en Worcester Academy en Massachusetts antes de inscribirse en Boston College para jugar baloncesto para los Boston College Eagles, sin tener intención de jugar fútbol americano allí.

## Carrera

### Carrera universitaria
Capp asistió al Boston College de 1962 a 1965. En su primer año no jugó al fútbol y en su lugar jugó al baloncesto. En un verano que pasó en casa de sus padres, comenzó a levantar pesas y a «beber batidos cargados con media docena de huevos crudos»; según el Portland Press Herald, «Cincuenta libras después, huesudo y desgarbado se convirtió en un hombre sólido como una roca de 6 pies 4 pulgadas (1,9 m) y 255 libras (115,7 kg)». Durante una práctica de baloncesto, el entrenador del equipo de fútbol se fijó en Capp y lo invitó a unirse. Capp formó parte del equipo como ala defensiva en 1963 y luego fue transferido a la posición de tackle derecho titular debido a lesiones. Más tarde, pasó a jugar como defensive end en el Boston College, y finalmente como linebacker. En su último año en 1965, fue descrito como una de las «estrellas defensivas» del Boston College. Capp también pasó dos años en el equipo universitario de baloncesto de los Eagles.

### Carrera profesional
Capp fue seleccionado por los Boston Patriots en la ronda 17 (posición general 147) del draft de la American Football League de 1966. Firmó con los Patriots en junio de 1966. Antes de la temporada, entrenó durante dos semanas en la Reserva del Ejército de los Estados Unidos, lo que lo dejó «mal preparado para el fútbol». En la pretemporada, fue «maltratado» por el liniero Art Shell, y después, fue uno de los últimos recortes de la plantilla del equipo. Posteriormente se unió al equipo de taxis (equipo de práctica) del equipo y fue enviado a los Lowell Giants de la Atlantic Coast Football League menor (ACFL). Durante la temporada de 1966 de la ACFL, jugó brillantemente para Lowell y anotó un touchdown en una devolución de intercepción.
El entrenador en jefe de los Green Bay Packers, Vince Lombardi, estaba interesado en un kicker que jugó para los Giants y, al ver el video, también se interesó en Capp, y le dijo: «Traigan a ese chico para que juegue como linebacker». Fue llevado al campamento de los Packers y después de impresionar allí, fue contratado para la temporada de 1967 como apoyador y tight end. Luego se unió al equipo después de completar dos semanas de servicio militar. Capp recordó que a Lombardi «simplemente le gustaban los jugadores que corrían por el campo, golpeaban a alguien y sumaban puntos a los equipos especiales. Eso era algo que yo podía hacer». Terminó formando parte del plantel final de los Packers. Después de estar activo durante los primeros dos juegos, fue colocado en el equipo de taxis después del regreso de un Willie Davis lesionado.
Según el Press Herald, «Capp pasó el resto de la temporada entrenando y usando auriculares en la banda durante los partidos, transmitiendo mensajes de los asistentes defensivos en la cabina de prensa al coordinador defensivo en el campo». Ocupó este puesto durante el Partido de Campeonato de la NFL de 1967, también conocido como el «Ice Bowl» por su temperatura de -13 °F. Recordó: «Tuve que quedarme allí parado. Habría sido mejor jugar. Es lo más cerca que he estado en mi vida... [de] renunciar». La semana siguiente, fue activado por los Packers para el Super Bowl II contra los Oakland Raiders. Con los Packers ganando 13-7 en el segundo cuarto, Capp hizo una jugada clave que contribuyó a su victoria. Un despeje a Raider Rodger Bird fue desperdiciado y Capp lo recuperó, lo que permitió a los Packers retener la posesión y luego aumentar su ventaja; terminaron ganando por un marcador de 33-14. Al participar, Capp se convirtió en la única persona de Maine en jugar en el Super Bowl, una distinción que aún conservaba en 2016.
Antes de la temporada de 1968, Capp fue traspasado por los Packers a los St. Louis Cardinals. Luego, al comienzo de la temporada, fue traspasado de los Cardinals a los Pittsburgh Steelers. Apareció en los 14 juegos de los Steelers durante la temporada de 1968 como apoyador. Los Steelers lo dejaron ir en julio de 1969. No jugó para ningún otro equipo en su carrera, terminando con 16 partidos jugados.

## Últimos años
Capp se casó y tuvo varios hijos. Después de jugar para los Steelers, comenzó a trabajar para Procter & Gamble. Más tarde se mudó con su familia a San Luis (Misuri), luego a Dallas (Texas) y más tarde a Cary (Carolina del Norte). En Cary, tenía un negocio que distribuía detergente de limpieza.